# Epopea di Köroğlu
L'Epopea di Köroğlu (in azero Koroğlu dastanı; in turco Köroğlu destanı; in turkmeno: Görogly dessany; in uzbeko: Goʻr oʻgʻli dostoni) è un poema epico diffuso tra i popoli del Medio Oriente e dell'Asia Centrale e risalente a un periodo che va dalla fine del XVI secolo agli inizi del XVII. Il protagonista dell'epos è Koroğlu, uno dei leader degli aşık originario della tribù dei teke che viveva nei territori della Turchia.
Nel 2015 la tradizione orale del mito di Köroğlu è stata inserita nella lista rappresentativa del patrimonio culturale immateriale dell'umanità dell'UNESCO.

## Descrizione
Di questo epos si contano 13 versioni distribuite tra i popoli occidentali (azeri, armeni, gagauzi, georgiani, curdi, turchi ecc.) e orientali (turkmeni, uzbeki, kazaki, tagiki ecc.). Le varianti occidentali presentano l'eroe Köroğlu come un poeta, guerriero, vendicatore e ladro dal cuore nobile. Il suo nome significa letteralmente "Figlio del Cieco" ed è collocato nel contesto delle rivolte dei jalali in Anatolia, Iraq settentrionale e Siria avvenute nella metà del XVI secolo. Le versioni orientali, apparse più tardi rispetto alle precedenti, risultano meno storiche e più liriche, e Köroğlu (che in questo caso vuol dire "Figlio della Tomba") appare come un uomo saggio e giusto.
L'epopea fa parte del genere del dastan, una forma di racconto orale che può essere eseguita con il saz, il dutar e la dombra. Una peculiarità di questa performance è l'alternare il canto alla recitazione.
Per i kirghizi l'Epopea di Köroğlu fa parte dei più ampi cicli epici di Manas e Alpamysh, per i tagiki invece Köroğlu combatte contro i kizilbash e la sua storia condivide molti tratti mitologici arcaici di origine iraniana dell'Asia centrale che non si trovano nelle versioni più occidentali.
Il mito di Köroğlu venne trasposto in un'opera lirica in lingua azera dal compositore Üzeyir Hacıbəyov.